# NGC 2220
NGC 2220 is een open sterrenhoop in het sterrenbeeld Achtersteven. Het hemelobject werd op 29 december 1834 ontdekt door de Britse astronoom John Herschel.

## Synoniemen
- ESO 255-**4